# Castillo de Cimballa

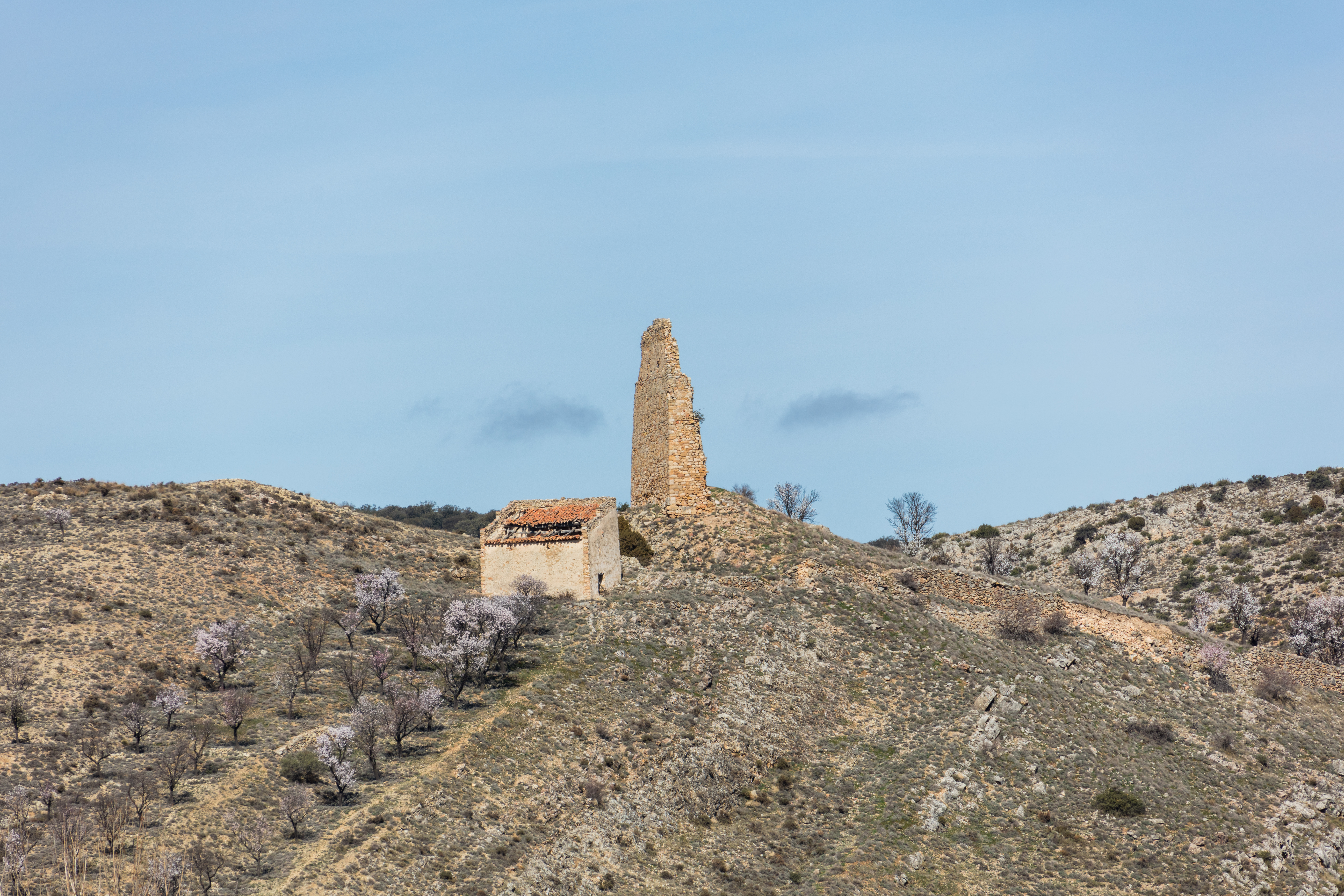
Vista lejana

El castillo de Cimballa fue un castillo medieval cuyos restos se encuentran situados en el municipio español de Cimballa en la provincia de Zaragoza.

## Descripción
Se trata de un yacimiento arqueológico con ruinas sobre un cerro en la parte más alta de la localidad, y del cual solo han llegado hasta nuestros días restos de lo construido en el siglo XV, que consisten en un muro de mampostería edificado sobre piedra sillar y del que se aprecia el arranque de paredes perpendiculares, lo que hace adivinar que se trata de los restos de un torreón de planta cuadrada. También puede apreciarse restos del foso y de un aljibe. 

## Reseña
En Cimballa, tierra de la extremadura aragonesa, ya existía con anterioridad al siglo XV un castillo que fue duramente dañado durante la guerra de los Dos Pedros. Por ese motivo, al finalizar el conflicto, Pedro IV ordenó al entonces baile de Aragón, Domingo López Sarnés, la supervisión personal de las obras de reparación y refuerzo.

## Catalogación
El Castillo de Cimballa está incluido dentro de la relación de castillos considerados Bienes de Interés Cultural en virtud de lo dispuesto en la disposición adicional segunda de la Ley 3/1999, de 10 de marzo, del Patrimonio Cultural Aragonés. Este listado fue publicado en el Boletín Oficial de Aragón del día 22 de mayo de 2006.